# Хупер, Том
То́мас Джордж (Том) Ху́пер (англ. Thomas George «Tom» Hooper; род. 1 октября 1972, Лондон) — британский кинорежиссёр, снявший фильмы «Проклятый „Юнайтед“», «Отверженные», «Король говорит!» и «Девушка из Дании». Лауреат премии «Оскар» в номинации «Лучшая режиссура» за фильм «Король говорит!».

## Биография
Том Хупер родился в Лондоне в 1972 году в семье Мередит и Ричарда Хуперов. Мередит была австралийской писательницей и преподавателем, а Ричард — английским бизнесменом. Хупер получил образование в школах Highgate School и Westminster School.
В 13 лет снял первую короткометражную ленту Painted Faces на 16-мм камеру Bolex, которую ему подарил дядя. В 1992 году фильм показали на канале Channel 4. Производство фильма было частично профинансировано Полом Вайлендом.
В 2009 году выходит фильм «Проклятый «Юнайтед»», повествующий о футбольном клубе «Лидс Юнайтед».
В 2010 году Хупер снял фильм «Король говорит!», получивший четыре «Оскара», в том числе в номинации «Лучший фильм». Сам Хупер удостоился «Оскара» за лучшую режиссуру.

## Фильмография
- 1992 — Painted Faces (короткометражка)
- 1997 — Байкер-гроув (англ. Byker Grove, сериал) — 4 эпизода
- 1998 — Жители Ист-Энда (англ. EastEnders, сериал) — 6 эпизодов
- 1999 — Холодные ступни (англ. Cold Feet, сериал) — 2 эпизода
- 2001 — Любовь в холодном климате (англ. Love in a Cold Climate, мини-сериал) — 2 эпизода
- 2002 — Даниэль Деронда (англ. Daniel Deronda, мини-сериал) — 2 эпизода
- 2002 — Yellow Bird (короткометражка)
- 2003 — Главный подозреваемый 6: Последний свидетель (англ. Prime Suspect 6: The Last Witness, мини-сериал) — 2 эпизода
- 2004 — Красная пыль (англ. Red Dust)
- 2005 — Елизавета I (англ. Elizabeth I, мини-сериал)
- 2006 — Из добрых побуждений (англ. Longford, ТВ, биография)
- 2008 — Джон Адамс (англ. John Adams, мини-сериал) — 7 эпизодов
- 2009 — Проклятый Юнайтед (англ. The Damned United)
- 2010 — Король говорит! (англ. The King's Speech)
- 2012 — Отверженные (фр. Les Misérables)
- 2015 — Девушка из Дании (англ. The Danish Girl)
- 2019 — Тёмные начала (англ. His Dark Materials, сериал) — 2 эпизода
- 2019 — Кошки (англ. Cats)

## Награды и номинации
- 2011 — Премия «Оскар» за лучшую режиссуру, фильм «Король говорит!».
- 2011 — Номинация на премию «Золотой глобус» за лучшую режиссёрскую работу, фильм «Король говорит!».
- 2011 — Номинация на премию BAFTA за лучшую режиссуру, фильм «Король говорит!».
- 2019 — Премия «Золотая малина» за худшую режиссуру, фильм «Кошки».